# Itarotathra
Itarotathra is een geslacht van rechtvleugeligen uit de familie krekels (Gryllidae). De wetenschappelijke naam van dit geslacht is voor het eerst geldig gepubliceerd in 2003 door Gorochov.

## Soorten
Het geslacht Itarotathra omvat de volgende soorten:
- Itarotathra amplipennis Chopard, 1925
- Itarotathra bulburina Otte & Alexander, 1983